# Nella testa di Steve Jobs
Nella testa di Steve Jobs è un libro scritto da Leander Kahney e pubblicato dalla casa editrice Sperling & Kupfer.
Il libro descrive "l'avventura" di Steve Jobs alla Apple, azienda statunitense fondata nel 1976.